# Роберт Броутон
Томас Роберт Шеннон Бротон (Броутон) (англ. Thomas Robert Shannon Broughton; 17 лютого 1900 року, Онтаріо, Канада — 17 вересня 1993 року, Чапел-Гілл, Північна Кароліна) — канадський антикознавець, латинист-просопограф. Автор класичного довідника з римських магістратів «The Magistrates of The Roman Republic» (1951—86). Іменний професор Університету Північної Кароліни (1965-71).

## Життєпис
Закінчив з відзнакою Коледж Вікторії Торонтського університету (бакалавр мистецтв з класичної філології, 1921). Ступінь магістра мистецтв отримав в Торонто в 1922 році. Також навчався в Чиказькому університеті. Іменний співробітник Університету Джонса Гопкінса, де отримав ступінь доктора філософії з латині в 1928 році під керівництвом Тенні Френка.
У 1928—65 роках Броутон — член латинського факультету Брін-Мар-коледжу, також викладав античну історію.
З 1965 року був іменним професором латині Університету Північної Кароліни в Чапел-Гілл. З 1971 року Броутон перебував у відставці. Був запрошеним професором Американської академії в Римі.
Був президентом Американської філологічної асоціації та членом Американського філософського товариства. Крім того, Броутон значився членкором Німецького археологічного інституту і Британської академії (1968).
У 1953 році був удостоєний нагороди імені Гудвіна.
Броутон — Почесний доктор Університету Джонса Гопкінса (1969), Торонтського університету (1971) і Університету Північної Кароліни (1974).
У 2008 році була опублікована його автобіографія, написана ним за наполяганням його сім'ї в кінці 1980-х років.

### Родина і нащадки
Відомо, що в 1931 році Томас Броутон одружився; у цьому шлюбі народилися дочка і син.